# Johann Hermann Kufferath

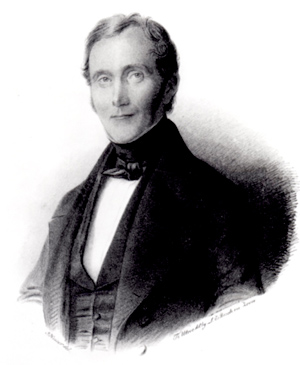
Johann Hermann Kufferath (um 1835)

Johann Hermann Kufferath (* 12. Mai 1797 in Mülheim an der Ruhr; † 28. Juli 1864 in Wiesbaden) war ein deutscher Komponist.

## Leben
Er wurde als ältester Sohn des Uhrmachers Carl Kufferath und seiner Frau Catharina geb. Horst in Mülheim an der Ruhr geboren. Da er und sechs seiner Brüder über ein ungewöhnliches musikalisches Talent verfügten, wurden sie von Zeitgenossen als das musikalische Siebengestirn bezeichnet.
Der Schüler von Louis Spohr und Moritz Hauptmann war ab 1823 Musikdirektor in Bielefeld und ab 1830 Städtischer Musikdirektor in Utrecht. Er schrieb Kantaten, Ouvertüren, Motetten und ein Gesangslehrbuch.
Auch seine jüngeren Brüder Louis und Hubert Ferdinand machten sich als Komponisten einen Namen.

## Weitere Quellen
- Duisburger Generalanzeiger vom 3. Januar 1926
- Stadtarchiv Mülheim an der Ruhr, Bestand 1440

| Personendaten    | Personendaten             |
| ---------------- | ------------------------- |
| NAME             | Kufferath, Johann Hermann |
| KURZBESCHREIBUNG | deutscher Komponist       |
| GEBURTSDATUM     | 12. Mai 1797              |
| GEBURTSORT       | Mülheim an der Ruhr       |
| STERBEDATUM      | 28. Juli 1864             |
| STERBEORT        | Wiesbaden                 |